# NGC 2973
NGC 2973 is een hemelobject van drie sterren in het sterrenbeeld Luchtpomp. Het hemelobject werd op 5 februari 1837 ontdekt door de Britse astronoom John Herschel.